# Magdalena (Jalisco)
Magdalena é um município do estado de Jalisco, no México.
Em 2005, o município possuía um total de 18.924 habitantes.